# San Quintín (Pangasinán)
San Quintín  (Bayan ng  San Quintin - Ili ti San Quintin)  es un municipio filipino de tercera categoría, situado en la isla de Luzón. Forma parte de la provincia de Pangasinán situada en la Región Administrativa de Ilocos, también denominada Región I.

## Geografía
Municipio situado en el este de la provincia, fronterizo con la de Nueva Écija. Linda al norte con el municipio de San Nicolás; al sur con el de Umingán; al este con el de Carranglán; y al oeste con los de Tayug y de Santa María.

### Barangays
El municipio  de San Quintín se divide, a los efectos administrativos, en 21 barangayes o barrios, conforme a la siguiente relación:
| - Alac - Baligayán - Bantog - Bolintaguen - Cabangarán | - Cabalaoangán - Calomboyán - Carayacán - Casantamaría-an - Gonzalo | - Labuán - Lagasit - Lumayao - Mabini - Mantacdang | - Nangapugán - San Pedro - Ungib - Población Zona I - Población Zona II - Población Zona III |  |

## Historia
A finales del siglo XVII, San Quintín era  un desierto habitado la tribu de caníbales de los Ubilaos.
A principios del siglo XIX llegaron los primeros pobladores católicos procedentes de las ciudades costeras tanto de la La Unión como de Ilocos del Sur.
Esquivos a la civilización los Ubilaos, junto con otras tribus minoritarias, dejaron sus asentamientos para internarse en los vastos bosques.
Los nuevos asentamientos de los colonos, donde florece el comercio,  se organizaron en una sola entidad denominada Lango-Lango, un barrio bajo la jurisdicción del municipio de Umingán,  entonces perteneciente a la provincia de Nueva Écija.
En 1861 Quintín Lictawa aunó voluntades para solicitar  al gobierno español  el reconocimiento como municipio de este el barrio de Lango-Lango, que al ser reconocido como tal en 1863 adoptó el nombre de San Quintín.

## Patrimonio
La iglesia parroquial católica bajo la advocación de San Pascual Bailón data de 1876 y hoy se encuentra bajo la jurisdicción de la diócesis de Urdaneta en la Arquidiócesis  de Lingayén-Dagupán.	